# Andrzej Świerad

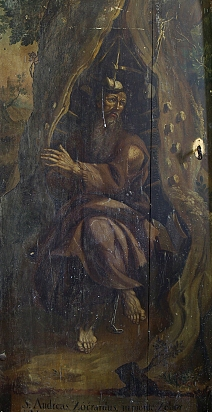
Święty Świerad według legendy zamieszkiwał pień drzewa

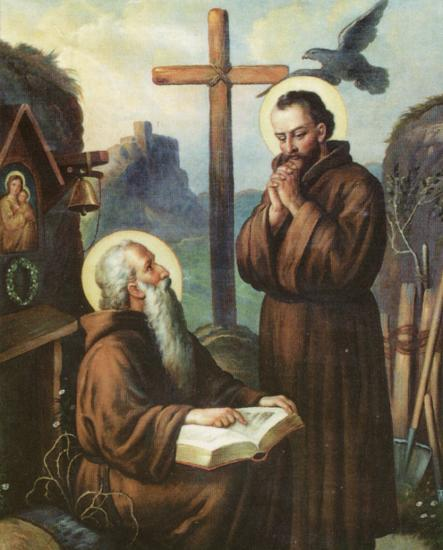
Andrzej Świerad ze swoim uczniem św. Benedyktem, męczennikiem.

Święty Świerad (imię zakonne Andrzej; nazywany również Żurawek, Żórawek, Sierad, Świrad, Wszechrad, słow. Svorad, czes. Sverad, łac. Zoerardus; zm. pomiędzy 1030–1034) – polski pustelnik i święty Kościoła katolickiego, nauczyciel św. Benedykta, męczennika.

## Życie
Życiorys świętego jest trudny do odtworzenia ze względu na charakter pierwszego życiorysu, w którym nie przywiązywało się wagi do dat ani wcześniejszych losów Świerada. Spisany około 1064 r. przez Maura, opata benedyktyńskiego i późniejszego biskupa w Pécsu, częstego gościa w klasztorze św. Hipolita, na podstawie opowiadań świętego Benedykta, męczennika – towarzysza i ucznia Andrzeja Świerada. Późniejsze, typowe dla średniowiecznej hagiografii legendarne żywoty, nie ułatwiają wyselekcjonowania, które z opisywanych zdarzeń oparte są na rzeczywistych przekazach, a co jest wynikiem zapału autorów w udowadnianiu świętości bohatera lub oparte na ludowych podaniach powstałych po śmierci świętego.
Andrzej Świerad urodził się najprawdopodobniej w końcu X wieku w Polsce. Najczęściej żywoty przypisują mu pochodzenie z wieśniaczej rodziny z okolic Krakowa. Czasami łączy się go związkami rodzinnymi z rycerskim rodem Ośmiorogów o zawołaniu Gierałt. Niektóre, również współczesne żywoty, próbują zlokalizować dokładne miejsce urodzenia, posiłkując się imieniem Świerad, jako Sieradzice, nie ma ku temu jednak żadnych przesłanek. Imię Świerad to jedna z form Wszerada i było polskim imieniem świętego od dzieciństwa, lub przyjęte czy też nadane mu zostało później ze względu na cechy charakteru (rad każdemu). Innymi legendarnymi miejscami urodzenia Świerada są: Opatowiec nad Wisłą i Zakliczyn nad Dunajcem.
O tym, co ukształtowało Świerada do pustelniczego życia, nie wiemy. Musiał jednak dojrzewać w środowisku od dawna schrystianizowanym, co bardziej uprawdopodabniałoby niewieśniacze pochodzenie świętego. Początki chrześcijaństwa w późniejszej Małopolsce mogły sięgać nawet IX wieku (państwo wielkomorawskie), jednak pod koniec X w. chrystianizacja społeczności była jeszcze powierzchowna i dotyczyła głównie wyższych warstw. Do jej pogłębienia przyczynił się sam Świerad za życia i po śmierci.

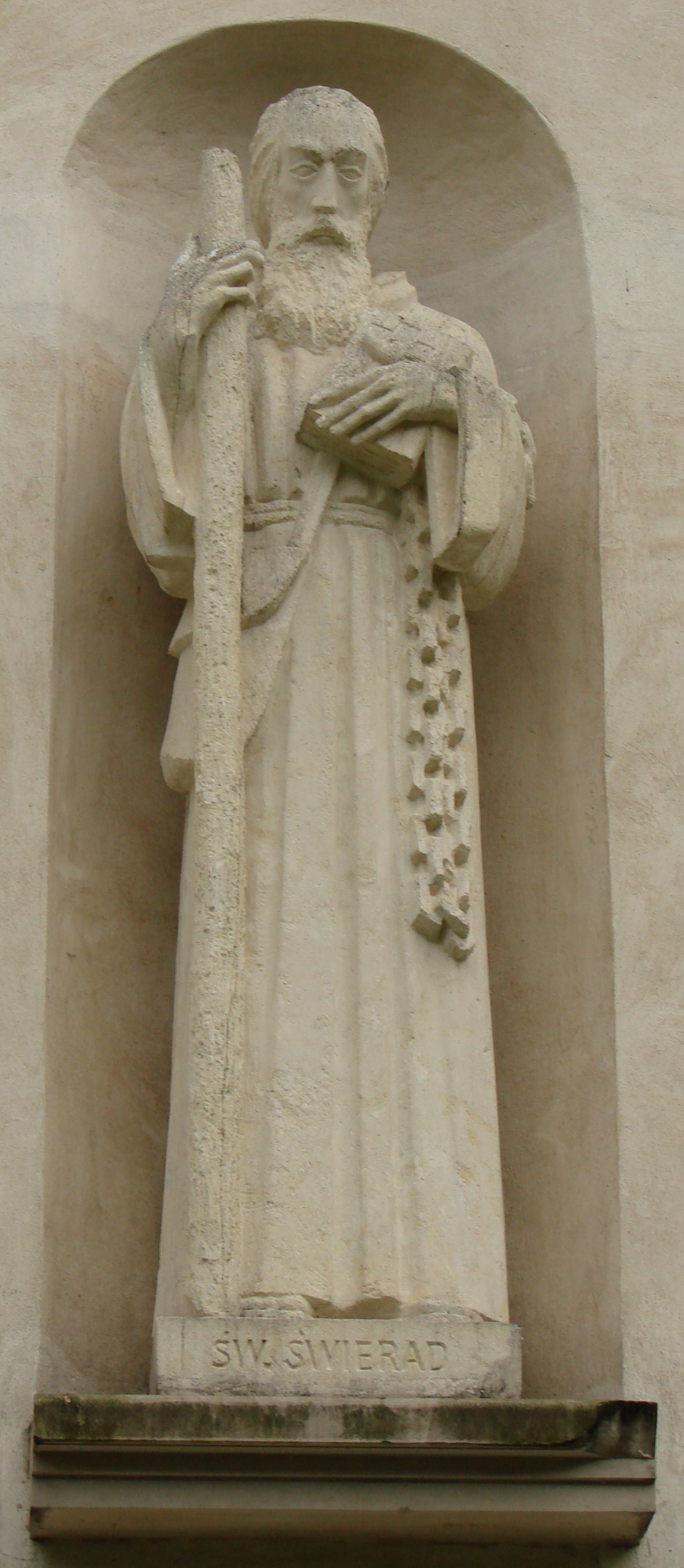
Rzeźba św. Andrzeja Świerada przy kościele św. Józefa w Muszynie

Przez jakiś czas przebywał w Tropiu nad Dunajcem koło Czchowa. Tam rozpoczął się w Polsce i najsilniej przetrwał jego kult, a domniemana pustelnia jest miejscem pielgrzymowania. Jan Długosz w swych rocznikach zanotował pod rokiem 998 pobyt Świerada w Tropiu i stwierdził, że grotę, w której mieszkał, można współcześnie oglądać. Pobyt pustelnika był tam prawdopodobnie dłuższy niż rok. Wspomnienie o świątobliwym życiu eremity przetrwało wśród okolicznej ludności bardzo silnie i przejawia się w legendach. Wspominają one o uczniach Świerada, którzy mieli w okolicy mieszkać w swoich pustelniach. W Tęgoborzu przetrwała pamięć o pustelniku imieniem Just (Jodok), a w Iwkowej o Urbanie. Nie wiadomo jednak, czy to tradycja i legenda nie połączyła późniejszych okolicznych świątobliwych mężów ze świętym. Znanym uczniem i towarzyszem Świerada był męczennik, święty Benedykt. Hagiografia, a również Długosz, wskazują na ich nierozłączność już w Polsce. Bardziej prawdopodobnym jednak jest, że Benedykt był mnichem w klasztorze świętego Hipolita na górze Zobor koło Nitry i tam, po przybyciu Świerada na Słowację w 997/998, poznali się.
Andrzej Świerad spełniał w klasztorze różnego rodzaju posługi, a po ukończeniu czterdziestu lat poprosił o zgodę na życie pustelnicze. Zgodnie z regułą zakonu, wraz z uczniem, św. Benedyktem, co tydzień udawali się do pustelni oddalonej o pół dnia drogi i wracali na sobotni wieczór i całą niedzielę do wspólnoty. W odosobnieniu zajmowali się karczowaniem lasów.
Bardzo surowe średniowieczne praktyki ascetyczne, często dziś niezrozumiałe, były wyrazem miłości do Boga i miały na celu umartwienie ciała, którego pożądania w duchowości chrześcijańskiej są uważane za podstawową, obok szatana i świata, przeszkodę na drodze do świętości.
Św. Andrzej umartwiał się w następujący sposób: mimo ciężkiej fizycznej pracy pościł trzy razy w tygodniu (w poniedziałek, środę i piątek), a w czasie Wielkiego Postu jadł jedynie orzechy włoskie popijając wodą (na okres postu od opata dostawał 40 orzechów). Sobotnio-niedzielne posiłki, ze względu na to, że niedziela jest dniem Pańskim wyłączonym z postu, były obfitsze. W nocy czuwał na pniu drzewa, wokół którego były zaostrzone kije. Gdy zasypiał i przechylał się w jakąś stronę, raniły go i budziły. Na głowę zakładał drewnianą koronę z kamieniami, gdy przechylił głowę, jeden z kamieni uderzał go. Nosił na sobie mosiężny łańcuch, który po pewnym czasie wrósł w ciało. Był on przyczyną śmierci świętego, gdyż wdało się zakażenie. Współbracia dowiedzieli się o łańcuchu, gdy myjąc ciało przed pogrzebem zauważyli klamrę na brzuchu. Według innej wersji, podanej w liście apostolskim Jana Pawła II „Quod iam antiqui” („Co już starożytni”), po śmierci na ciele świętego znaleziono „od dawna noszoną włosiennicę wykonaną z żelaznego łańcucha”.
Andrzej Świerad zmarł między 1030 a 1034 rokiem. Współbracia pochowali go w kościele opackim.

## Duchowe przesłanie
O duchowym oddziaływaniu świętego pustelnika mówią liczne cuda przy jego grobie w Nitrze. Jan Paweł II wskazał następujące wymiary jego duchowości. Świerad ukazał, że nasze życie doczesne jest przemijalne, i że jako chrześcijanie nie mamy skupiać się na doczesności, lecz oczekiwać rzeczywistości, „miasta... które ma przyjść” (Hbr 13,14). Nie należy kochać przyjemności i przemijalnych dóbr ziemskich, gdyż „tylko Bóg jest jedynym Dobrem, Najwyższym Dobrem, którego całym sercem, całą duszą i ze wszystkich sił należy pragnąć”. Jego pustelnicze życie uczy, że służba bliźniemu nie polega na samym działaniu i uczynkach miłości, ale także na dawaniu świadectwa Ewangelii. Dzięki temu ludzie są doprowadzani do prawdziwego kultu Boga Ojca (Mt 5,13,14,16). Ponadto od św. Andrzeja Świerada mogą uczyć się ci, „którzy w odosobnieniu zakonnym poświęcili się Bogu. (...) że samotność nie oddziela od ciała całego Kościoła, lecz przez swoje modlitwy, pokutę, cnoty oraz miłość względem Boga mają stać się oni takimi członkami Mistycznego Ciała, od których życiodajna moc obficie zstępuje dla dobra wszystkich członków”.

## Legendy

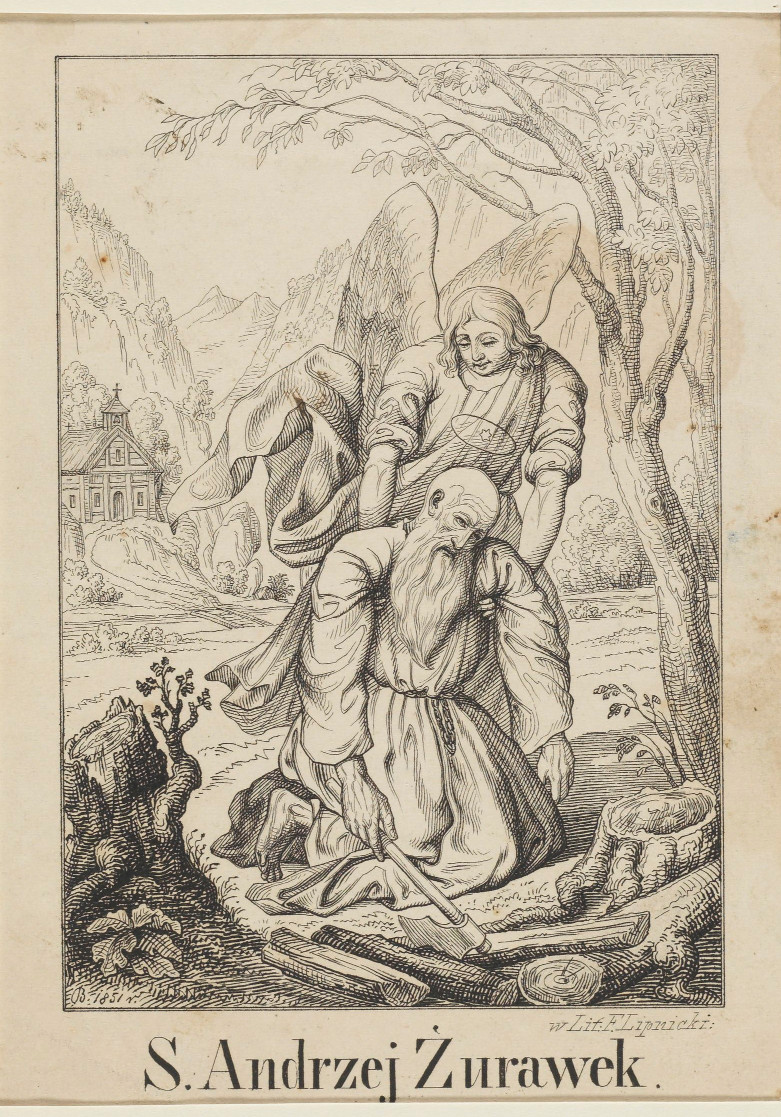
Wyobrażenie legendy o aniele i św. Świeradzie

Surowy tryb życia często prowadził do omdleń i zasłabnięć świętego. Legenda mówi, że gdy pewnego razu stracił przytomność, anioł zawiózł go wozem do pustelni.
Według podań w Tropiu św. Andrzej miał uczniów (św. Justa, Urbana z Iwkowej i ośmiu innych), a źródełka (w Tropiu i Opatowcu), z których święty czerpał wodę, mają uzdrawiającą moc.

## Kult
Około 1064 roku Świerad i Benedykt zostali uroczyście proklamowani przez biskupów Węgier świętymi. Wtedy zapewne przeniesiono ich ciała, z klasztoru na górze Zobor, do katedry w Nitrze, gdzie spoczywają do dzisiejszego dnia.
Są pierwszymi Polakami, wyniesionymi do chwały ołtarzy przez Grzegorza VII. Kult świętych ogłosił legat papieski na synodzie węgierskim w Ostrzyhomiu w 1083 roku.
Relikwie
Relikwie obu świętych znajdują się w srebrnej trumnie w kaplicy św. Barbary w Katedrze św. Emerama w Nitrze. Część relikwii św. Andrzeja sprowadzonych z Nitry znajduje się w katedrze w Ostrzyhomiu, zaś inna część w XI/XII-wiecznym kościółku w Tropiu.
Patronat
Jest patronem diecezji nitrzańskiej i tarnowskiej, miasta Nitry i młodzieży słowackiej.
Dzień obchodów
Jego wspomnienie liturgiczne w Kościele katolickim obchodzone jest 13 lipca, razem ze św. Benedyktem, męczennikiem. W polskich diecezjach ma rangę wspomnienia obowiązkowego.
Na Słowacji wspomnienie świętych obchodzone jest 17 lipca. Taką datę (17 lipca) zapisano wcześniej w Brewiarzu krakowskim w 1427 roku.
Ikonografia
W ikonografii przedstawia się świętego w stroju pustelnika. Często w towarzystwie św. Benedykta. Atrybutami świętego jest anioł podnoszący świętego, nawiązujący do legendy, w której anioł podnosi świętego i przewozi na wozie do pustelni, gdy ten utracił przytomność na skutek wycieńczenia przy rąbaniu drewna. Dziupla z kolcami symbolizuje poddawanie się wielu pokutom, w tym do mieszkania w dziupli z kolcami, które miały uniemożliwić zaśnięcie, świnia i wilk nawiązuje do legendy, zgodnie z którą wilk porwawszy ubogiemu wieśniakowi świnię odnosi ją z powrotem, gdy biedak wezwał w modlitwie imię świętego. A także łańcuch na biodrach lub w rękach.